# Aruba en los Juegos Olímpicos de París 2024
Aruba estuvo representada en los Juegos Olímpicos de París 2024 por seis deportistas, cuatro hombres y dos mujeres, que compitieron en cuatro deportes.
Los portadores de la bandera en la ceremonia de apertura fueron el nadadores Mikel Schreuders y Chloë Farro. El equipo olímpico arubeño no obtuvo ninguna medalla en estos Juegos.